# نهج هولندا (مدينة تونس)

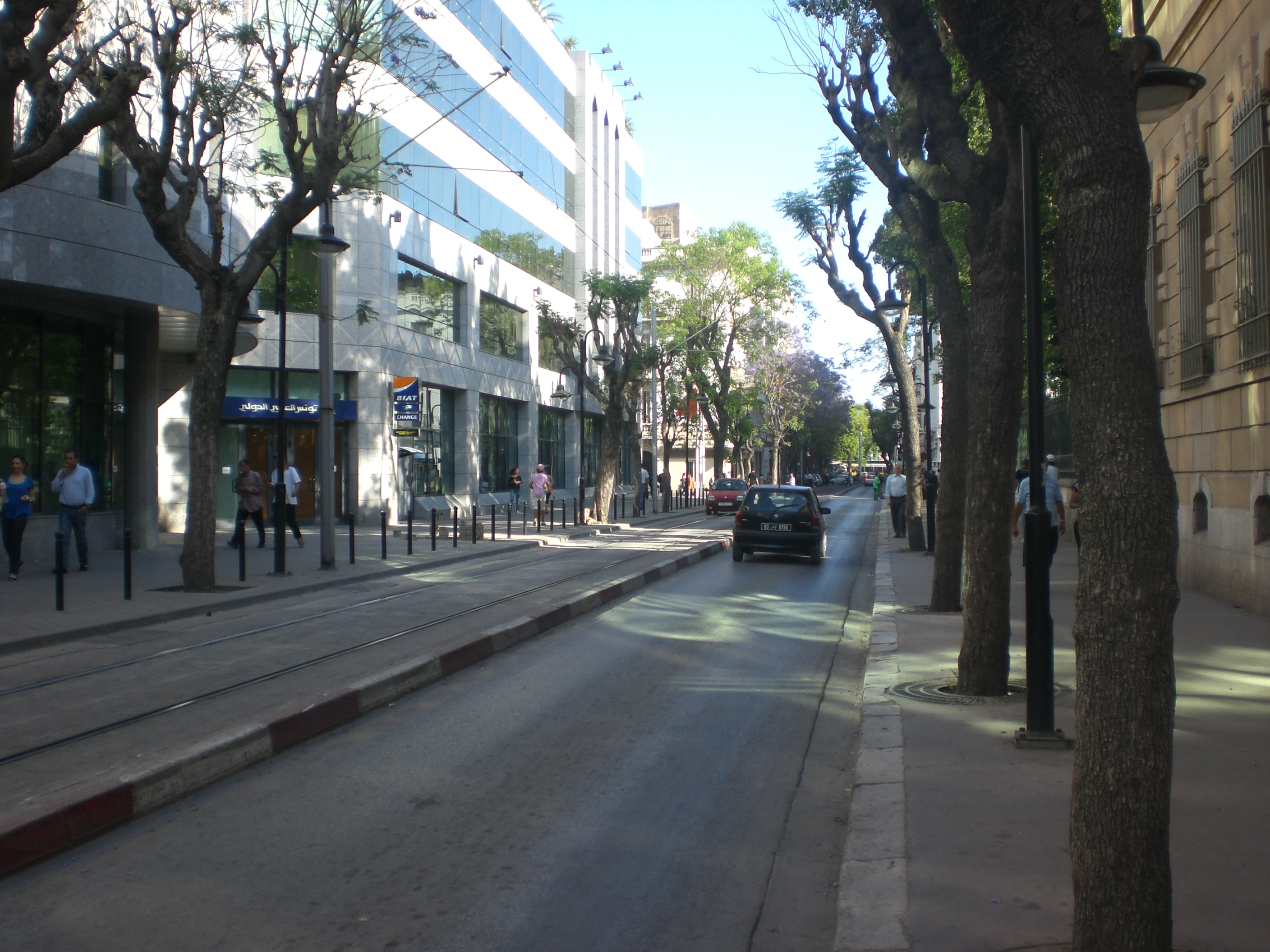

نهج هولندا هو أحد أنهج تونس العاصمة مرتبط من جهة بشارع الحبيب بورقيبة و من جهة أخرى بساحة برشلونة.

يمر به خط المترو الخفيف الذي يربط بين ساحة الفتح و ساحة برشلونة.

فيه مقر قنصلية فرنسا بتونس العاصمة.